# Ot de Montcada
Ot de Montcada o Moncada (fl. XII secolo) è stato uno dei primi trovatori catalani della cui opera poetica non è rimasto nulla, ma conosciuta comunque soltanto in base a un riferimento fatto in un sirventes di Guillem de Berguedan intorno al 1175.
A quel tempo era considerato vecchio e obsoleto. Guillem scrive le sue poesie per la melodia composta da Ot, prima che venisse eretta a Vic la torre campanaria in pietra:
| Chanson ai comensada que sera loing cantada en est son vieil antic que fetz N'Ot de Moncada ans que peira pausada fos el clochier de Vic. Traduzione: Una canzone è cominciata che sarà a lungo cantata in suo antico vecchio stile che fece sor Ot de Montcada prima che pietra mai posata fosse a Vic del campanile. |

È possibile che Ot fosse attivo prima del 1038, poiché in quell'anno veniva consacrata la cattedrale di Vic, ritenuta della metà del XII secolo. Questa datazione è incerta, tuttavia, poiché Guillem potrebbe aver voluto dire "prima che Ot diventasse molto vecchio". 